# Частица Аматэрасу
Части́ца Аматэра́су — космический ливень, вызванный космическими лучами сверхвысоких энергий, обнаруженный 27 мая 2021 года (и позже идентифицированный в 2023 году) с использованием обсерватории Telescope Array в штате Юта, США.
Атмосферный ливень был обнаружен ранним утром, из-за чего событие назвали частицей Аматэрасу — в честь богини Солнца в японской мифологии.
Энергия частицы превышала 244 эксаэлектронвольт (ЭэВ), о чём можно было судить по показаниям наземных детекторов, зарегистрировавших каскад вторичных частиц, родившихся в результате взаимодействия космических лучей с атмосферой. Эта частица, судя по всему, возникла в Местном войде, пустой области космоса, граничащей с галактикой Млечный Путь. Одна-единственная субатомная частица содержала энергию, примерно эквивалентную кирпичу, упавшему на землю с высоты человеческого роста.
По словам руководителя исследования, Тосихиро Фудзии из Метрополитен-университета Осаки (Osaka Metropolitan University) в Японии, «по направлению, откуда пришла частица Аматэрасу, не было идентифицировано ни одного многообещающего астрономического объекта, что допускает возможность существования неизвестных астрономических явлений и новых физических источников за пределами Стандартной модели».
Аматэрасу — третья по энергии частица из когда-либо зарегистрированных, она уступает лишь частице Oh-My-God с энергией 320 ЭэВ, обнаруженной в 1991 году, и частице с энергией 280 ЭэВ, обнаруженной в 2001 году.
Частицы сверхвысоких энергий чрезвычайно редки и природа их появления пока не понятна, однако для исследователей обнаружение Аматэрасу любопытно не столько рекордной энергией частицы, сколько отсутствием какого-либо потенциального источника. В направлении прибытия частицы Аматэрасу нет ни одного известного астрономического объекта, который мог быть её источником. Даже с учётом отклонения галактическим магнитным полем Аматэрасу должна была появиться из области локальной пустоты в крупномасштабной структуре Вселенной, Местного войда, что делает загадку её появления одной из нерешённых проблем современной физики.